# Källa (fonetik)
Källa, röstenkälla syftar vanligtvis till den tonande typ av ljudkälla (fonation) vi använder vid tal som skapas av stämläpparna (glottis) i struphuvudet (larynx). För att definiera ljuden vi använder i språk kan man beskriva talapparaten som ett system av en källa (till exempel röstkällan eller brus) och ett filter (ansatsröret) som tillsammans genererar olika akustiska resultat (källa-filter-modellen). Hos till exempel personer som varit tvungna att operera bort larynx ersätter man den naturliga röstkällan med en röstgenerator eller röstventil.